# Myrmotherula
A Myrmotherula a madarak osztályának verébalakúak (Passeriformes) rendjébe és a hangyászmadárfélék (Thamnophilidae) családjába tartozó nem.

## Rendszerezésük
A nemet Philip Lutley Sclater írta le 1858-ban, az alábbi fajok tartoznak ide:
csíkos tollazatúak:
- Myrmotherula cherriei
- Myrmotherula pacifica
- Myrmotherula multostriata
- Myrmotherula surinamensis
- Myrmotherula longicauda
- Myrmotherula klagesi
- Myrmotherula sclateri
- Myrmotherula ambigua
- Myrmotherula ignota
- Myrmotherula brachyura

szürke tollazatúak:
- Myrmotherula menetriesii[2] vagy Myrmopagis menetriesii[1]
- Myrmotherula assimilis[2] vagy Myrmopagis assimilis[1]
- kormos hangyászökörszem (Myrmotherula axillaris[2] vagy Myrmopagis axillaris)[1]
- Myrmotherula longipennis[2] vagy Myrmopagis longipennis[1]
- Myrmotherula urosticta[2] vagy Myrmopagis urosticta[1]
- Myrmotherula minor[2] vagy Myrmopagis minor[1]
- gyászos hangyászökörszem (Myrmotherula schisticolor[2] vagy Myrmopagis schisticolor)[1]
- Myrmotherula sunensis[2] vagy Myrmopagis sunensis[1]
- Myrmotherula behni[2] vagy Myrmopagis behni[1]
- Myrmotherula grisea[2] vagy Myrmopagis grisea[1]
- Myrmotherula unicolor[2] vagy Myrmopagis unicolor[1]
- Myrmotherula snowi[2]  vagy Myrmopagis snowi[1]
- Myrmotherula iheringi
- Myrmotherula fluminensis[2] vagy Neorhopias fluminensis[1]
- Myrmotherula luctuosa[2] vagy Myrmopagis axillaris lucutosa[1]

## Előfordulásuk
Dél-Amerika területén honosak. A természetes élőhelye a szubtrópusi vagy trópusi  erdők, szavannák és cserjések, folyók és patakok környékén. Állandó, nem vonuló fajok.

## Megjelenésük
Testhosszuk 7,5–10 centiméter közötti.

## Életmódjuk
Valószínűleg ízeltlábúakkal táplálkoznak.